# Egozcue (Patillas)
Egozcue es un barrio ubicado en el municipio de Patillas en el estado libre asociado de Puerto Rico. En el Censo de 2010 tenía una población de 52 habitantes y una densidad poblacional de 42,18 personas por km².

## Geografía
Egozcue se encuentra ubicado en las coordenadas 18°3′22″N 65°59′55″O / 18.05611, -65.99861. Según la Oficina del Censo de los Estados Unidos, Egozcue tiene una superficie total de 1.23 km², que corresponden a tierra firme.

## Demografía
Según el censo de 2010, había 52 personas residiendo en Egozcue. La densidad de población era de 42,18 hab./km². De los 52 habitantes, Egozcue estaba compuesto por el 67.31% blancos, el 3.85% eran afroamericanos, el 26.92% eran de otras razas y el 1.92% pertenecían a dos o más razas. Del total de la población el 100% eran hispanos o latinos de cualquier raza.